# Johnson County (Arkansas)
Johnson County is een county in de Amerikaanse staat Arkansas.
De county heeft een landoppervlakte van 1.715 km² en telt 22.781 inwoners (volkstelling 2000). De hoofdplaats is Clarksville.